# Constel·lació de la Cabellera de Berenice
La Cabellera de Berenice (Coma Berenices) és una constel·lació considerada tradicionalment un asterisme. Localitzat prop de Lleó, era considerat originalment la cua del Lleó. El seu nom significa "cabell de Berenice" en llatí i fa referència a la reina Berenice II d'Egipte, que va sacrificar els seus cabells llargs com a ofrena votiva. Va ser introduït a l'astronomia occidental durant el segle III aC per Conó de Samos i va ser corroborat com una constel·lació per Gerardus Mercator i Tycho Brahe. És l'única constel·lació moderna que porta el nom d'una persona històrica.
Les principals estrelles de la constel·lació són Alpha, Beta, i Gamma Comae Berenices. Formen un mig quadrat, al llarg de la diagonal del qual recorren les trenades imaginàries de Berenice, formades pel Cúmul estel·lar de Coma. L'estrella més brillant de la constel·lació és Beta Comae Berenices, una estrella de seqüència principal semblant al Sol de magnitud 4,2. Coma Berenices conté el Pol Galàctic Nord i un dels cúmuls de galàxies més rics coneguts, el Cúmul de Coma, part del Supercúmul de Coma. La galàxia Malin 1, a la constel·lació, és la primera galàxia de brillantor superficial gegant coneguda. La Supernova SN 1940B va ser la primera supernova tipus II observada científicament (en curs). FK Comae Berenices és el prototip d'una classe epònima d'estrelles variables. La constel·lació és la radiant d'una pluja de meteors, Coma Berenicides, que té una de les velocitats de meteorits més ràpides, fins a 65 km/s.

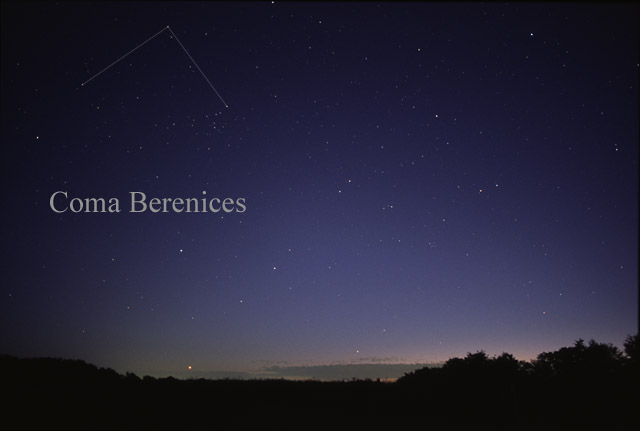
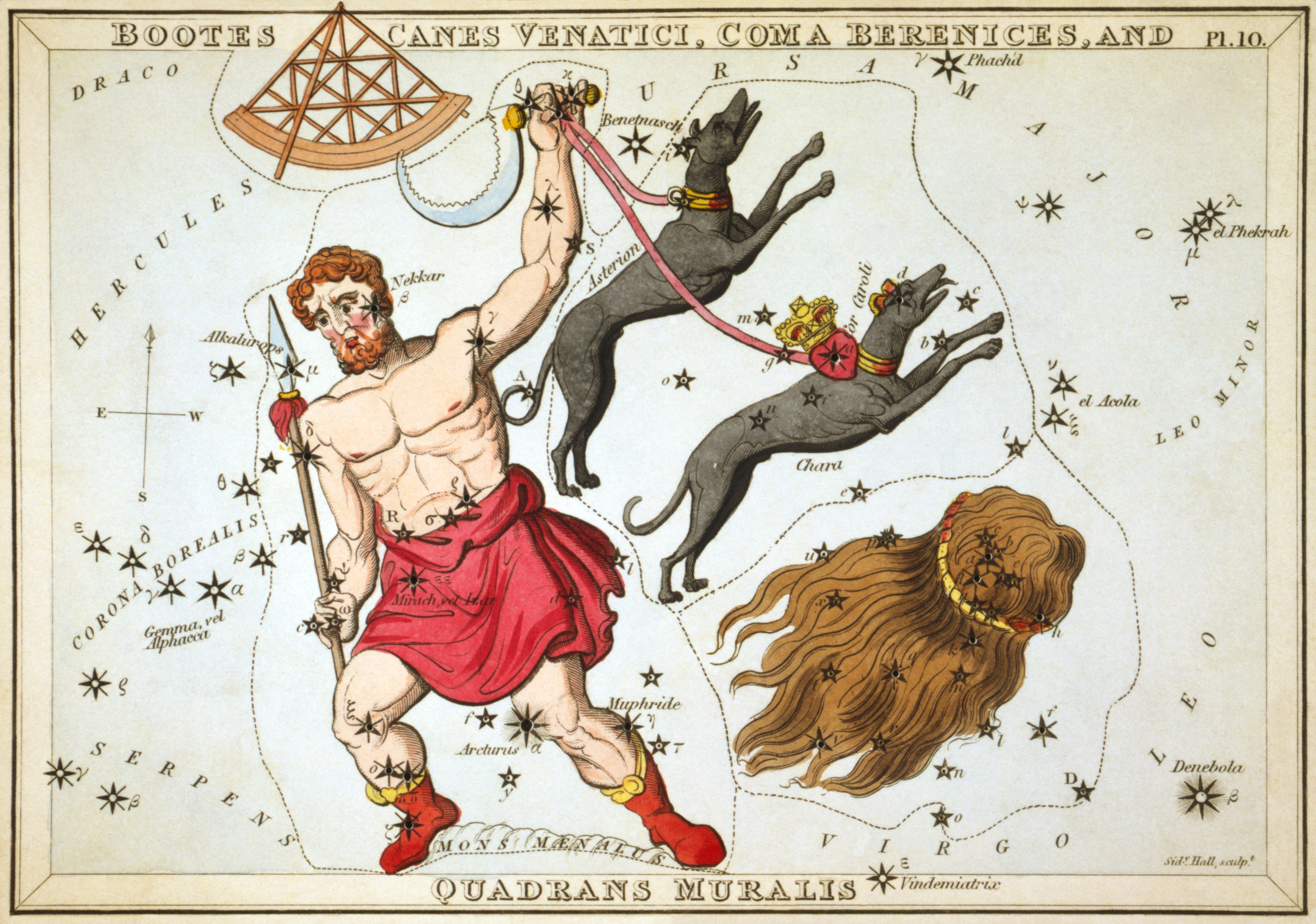

## Nom
Berenice era l'esposa del rei d'Egipte Ptolemeu III Evèrgetes (el Benefactor), de la dinastia ptolemaica. Quan Ptolemeu va pujar al tron, la seva primera missió va consistir a anar a Síria per lluitar contra el rei Seleuc II i venjar l'assassinat de la seva germana i del seu nebot (que era l'hereu al tron d'aquesta regió d'Àsia). Va combatre llargament i va obtenir moltes victòries, però en la seva absència, la seva dona Berenice llanguia i estava plena de temors per la vida del seu marit. En el seu desconsol, un dia va anar al temple d'Afrodita i allí va jurar davant la deessa que sacrificaria per a ella la seva bella cabellera (que era l'admiració de tots els qui la coneixien), en el cas que Evèrgetes tornés viu i vencedor. Així va ser, i aquell mateix dia, el dia del seu retorn, Berenice va complir la seva promesa.
Però a la nit algú va arribar fins al temple i va robar la cabellera. Es va rumorejar que ho va fer un sacerdot del temple de Serapis, déu egipci, indignat pel fet que la reina fes un sacrifici a una deïtat grega. La desesperació de Berenice i el furor de Ptolemeu davant el fet del furt van ser grans. Però davant d'ells va arribar l'astrònom Conó de Samos per calmar-los. La seva ciència era molt venerada; havia escrit set llibres sobre astronomia i tothom coneixia la seva gran amistat amb el famós Arquimedes de Siracusa. Conó va mostrar als reis una agrupació d'estrelles, i els va explicar que aquesta agrupació acabava d'aparèixer al firmament i que sens dubte es tractava de la cabellera de Berenice, que havia estat transportada allà per la deessa Afrodita, a qui se li havia ofert. Després, el savi Conó va dibuixar una llarga cabellera d'estrelles en el globus celeste del Museu d'Alexandria.
El poeta i gramàtic grec, Cal·límac de Cirene, que havia estat bibliotecari durant molts anys, va immortalitzar la reina Berenice i la seva magnífica cabellera en una elegia. Vet aquí un dels seus fragments:
Estava jo acabada de tallar i les meves germanes em ploraven quan, de sobte, amb un ràpid batre d'ales, la dolça bufa del zèfir em porta a través dels núvols de l'èter i em diposita al venerable si de la divina nit Cypris. I per tal que jo, la bella cabellera de Berenice, aparegués fixa al cel brillant per als humans enmig d'innumerables astres, Cypris em va col·locar, com a nova estrella, a l'antic cor dels astres.
Arran d'aquesta història es va canviar el nom de la constel·lació de "Coma" a "Coma Berenice", igual que la seva representació. En un inici es representava com una dona i un nen en braços (representació al zodíac de Dendera 2000 aC), però després va passar a representar-se com una cabellera, aprofitant la semblança de "Coma" amb la paraula grega per a cabells "Come". Segons el De astronomica, l'endemà al matí les trenades havien desaparegut. Conó va proposar que Afrodita havia col·locat les tresses al cel com a reconeixement del sacrifici de Berenice. Cal·límac va anomenar l'asterisme plokamos Berenikēs o bostrukhon Berenikēs en grec, traduït al llatí com a "Coma Berenices" per Catul. Hiparc i Gemí també la va reconèixer com una constel·lació diferent.
De la mateixa manera, Ptolemeu no la va incloure entre les seves 48 constel·lacions del Almagest; considerant-ho part de Leo i denominant-lo Plokamos.

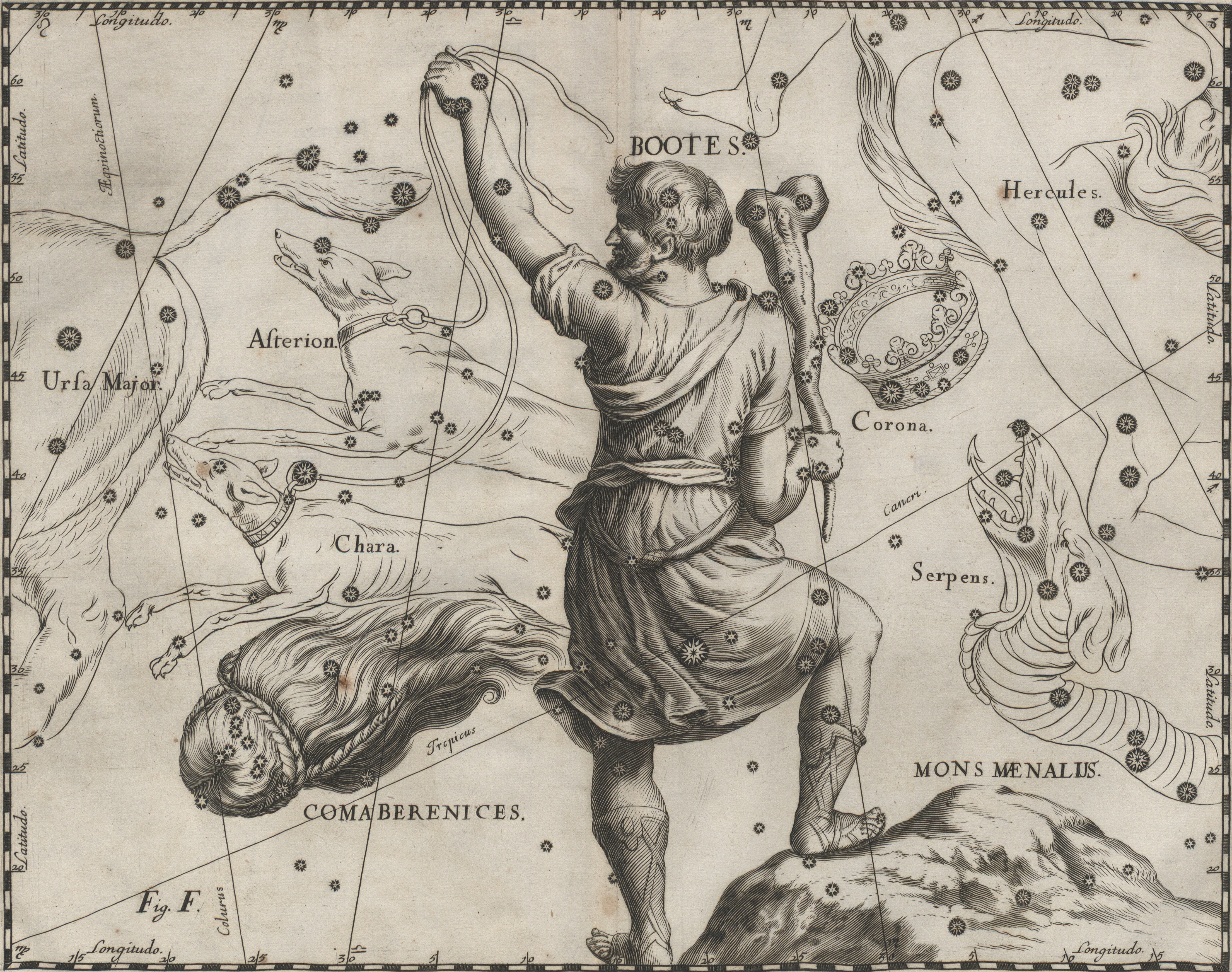
Imatge de les constel·lacions de Bootes i Coma Berenices.

## Fets notables

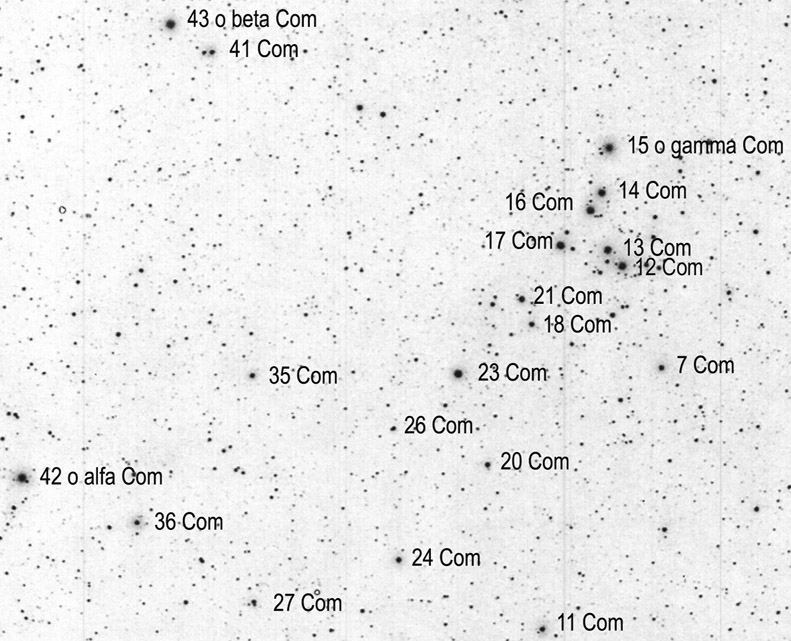
estrelles principals de Coma Berenices

Tot i que no és gran, Coma Berenices conté un supercúmul galàctic, dos cúmuls galàctics, un cúmul estel·lar i vuit objectes Messier (incloent-hi diversos clústers globulars). Aquests objectes es poden veure amb un mínim enfosquiment per la pols perquè la constel·lació no es troba en la direcció del pla galàctic. Per això, hi ha pocs cúmuls oberts (excepte el Cúmul de Coma Berenices, que domina la part nord de la constel·lació), nebuloses difuses o nebuloses planetàries. Coma Berenices conté el Pol Galàctic Nord a l'ascensió recta 12h 51m 25s i declinació +27° 07′ 48″ (època J2000.0).

### Estels

#### Estels més brillants
Aquesta constel·lació no és particularment brillant, i no té estels més brillants que els de la quarta magnitud, encara que hi ha 66 estrelles més brillants o iguals a la magnitud aparent 6.5.
β Comae Berenices (43 Comae Berenices en designació Flamsteed, ocasionalment coneguda com Al-Dafira), és l'estel més brillant de la constel·lació, amb una magnitud de 4,26 i amb un moviment propi elevat. Intrínsecament, és només un poc més brillant que el nostre Sol, la qual cosa ens dona una idea de com es veuria el Sol des de només 27 anys llum. Sent un anàleg solar, com una estrella de seqüència principal de tipus F de to groc amb una classe espectral de F9.5V B. Beta Comae Berenices és al voltant d'un 36% més brillant, i un 15% més massiu que el Sol, i amb un radi un 10% més gran.
El segon estel més brillant de Coma Berenices s'anomena Diadema (α Comae Berenices), és de magnitud 4,32. Simbolitza la gemma a la corona de Berenice. Malgrat la seva designació de Bayer alfa, l'estrella és més tènue que Beta Comae Berenices, sent un dels casos en què la designació no correspon a l'estrella més brillant. És un estel doble, amb dos components de quasi igual magnitud i amb les classes espectrals de F5V i F6V. Hom sospita que és una binària eclipsant. El sistema estel·lar es troba a 58,1 ± 0,9 anys llum de la Terra.
El darrer estel de la quarta magnitud a Coma Berenices és γ Comae Berenices, de la magnitud 4,36 i una classe espectral de K1III C. A la part sud-oest de la constel·lació, es troba a 169 ± 2 anys llum de la Terra. S'estima que és aproximadament 1,79 vegades més massiu que el Sol i s'ha expandit fins a unes 10 vegades el seu radi. És l'estrella més brillant del Cúmul estel·lar de Coma. Amb Alpha Comae Berenices i Beta Comae Berenices, Gamma Comae Berenices forma un triangle isòsceles de 45 graus del qual pengen les trenades imaginàries de Berenice.

## Objectes del cel profund notables
Encara que Coma Berenices no és una constel·lació extensa, conté vuit objectes Messier. Aquesta constel·lació és rica en galàxies, car conté la part nord del cúmul de Virgo. S'hi poden veure molts de cúmuls globulars. Aquests objectes són molt poc apagats per la pols perquè la constel·lació no està en la direcció del pla galàctic.
Sigui com sigui, per causa d'aquest fet, hi ha alguns cúmuls oberts (excepte en el cas del cúmul de Coma Berenices, que domina la part nord de la constel·lació), nebuloses difuses, o nebuloses planetàries.

## Cúmul de Coma Berenices
El cúmul de Coma Berenices no té una designació Messier o NGC, però és al catàleg Melotte de cúmuls oberts, en què es designa com a Melotte 111 (Mel 111). És un extens, difús cúmul obert d'estels de la quinta a la desena magnitud, incloent-hi molts dels estels visibles a simple vista de la constel·lació. El cúmul té l'aparença d'una regió enorme, més de 5 graus, a prop de γ Comae Berenices. La seva grandària aparent és deguda al fet que és relativament a prop, només a un 270 anys llum de la Terra.

## Història i mitologia
Coma Berenices era coneguda com un asterisme des dels temps de l'antiga Grècia (o molt abans, segons alguns autors), i és l'única constel·lació moderna nomenada a partir d'una figura històrica. Eratòstenes es referia a la constel·lació com a Cabellera d'Ariadna i Cabellera de Berenice. Claudi Ptolemeu l'anomenava el Floc (de cabells); sigui com sigui, no la va posar en la seva llista de 48 constel·lacions, considerant-la una part de Leo. Per molts d'anys, Coma Berenices era considerat usualment com el floc a la coa de Leo, i a vegades com a part de Virgo. Durant el segle xvi, alguns mapes del cel descrivien dues noves constel·lacions, una d'aquestes Coma Berenices. La creació de la constel·lació s'atribueix usualment a Tycho Brahe, llistada com a constel·lació en el seu catàleg del 1602. També apareix en Uranometria de Johann Bayer el 1603.
Encara que aquesta constel·lació és una constel·lació moderna, està associada a una antiga llegenda. És una de les poques constel·lacions (amb Scutum) que deuen el seu nom a una figura històrica, en aquest cas la reina Berenice II d'Egipte, esposa de Ptolemeu III Evergetes I (246 aC – 222 aC), el rei amb qui Alexandria esdevingué un important centre cultural.
El cas va ser que la reina havia ofert el sacrifici de la seva cabellera a la dea Afrodita pel retorn del rei d'una expedició. Com que el rei va tornar sa i estalvi, la reina va complir el seu oferiment, se la va tallar i la va deixar al temple. L'endemà al matí la cabellera havia desaparegut. Per aplacar el rei i la reina, furiosos (i salvar la vida dels sacerdots del temple) l'astrònom de la cort, Conó, anuncià que l'oferiment havia estat posat per la dea al cel. Va indicar un cúmul d'estels que en aquell temps era identificat com la coa de Leo, però que des d'aquell temps ha estat conegut com la Cabellera de Berenice.